# Teunis Pieterszoon Keijzer
Teunis Pietersz. Keijzer (Den Burg, 8 februari 1876 - Bloemendaal, 24 oktober 1955) was een Nederlandse cartograaf.
Keijzer was de zoon van een Texelse schipper en kleinzoon van een onderwijzer. De interesse voor de scheepvaart en het onderwijs nam hij van zijn vader en grootvader over. In zijn werkzame leven werd hij directeur van de binnenvaartschool te Amsterdam, lid van de ‘Nederlandsche Vereeniging van Gezagvoerders bij de Binnenvaart’ en secretaris van de schippervereeniging Schuttevaer.
Keijzer was van mening dat er onder de binnenvaartschippers, maar ook door de watertoerist, veel te weinig gebruikgemaakt werd van deugdelijke zeekaarten. Voor een deel weet hij dit aan de onduidelijkheid van de bestaande zeekaarten, die uitgegeven werden door de hydrografische afdeling van het Ministerie van Marine, maar ook door de gewoonte van veel schippers om af te gaan op de ervaring en het gezicht op de kust.
Keijzer is vooral bekend geworden door zijn "Kaart van de Zuiderzee voor de Binnenvaart" met een schaal van 1:80.000. De kaart werd in 1913 uitgegeven werd bij boekdrukkerij H. Born te Assen. In 1918 volgde een herziene versie van deze kaart. 
Keijzer maakte in 1921 de "Atlas voor de Zeeuwsche stroomen, de toegangen tot de Zuiderzee, de Lauwerszee en de Eems voor schippers en schippersvakscholen", die bij Concordia te Amsterdam werd uitgegeven door de Nederlandse Vereeniging van Gezagvoerders bij de binnenvaart.